# Ipomopsis laxiflora
Ipomopsis laxiflora är en blågullsväxtart som först beskrevs av John Merle Coulter, och fick sitt nu gällande namn av V. Grant. Ipomopsis laxiflora ingår i släktet Ipomopsis och familjen blågullsväxter. Inga underarter finns listade i Catalogue of Life.